# Brauereigaststätte Zum Stift

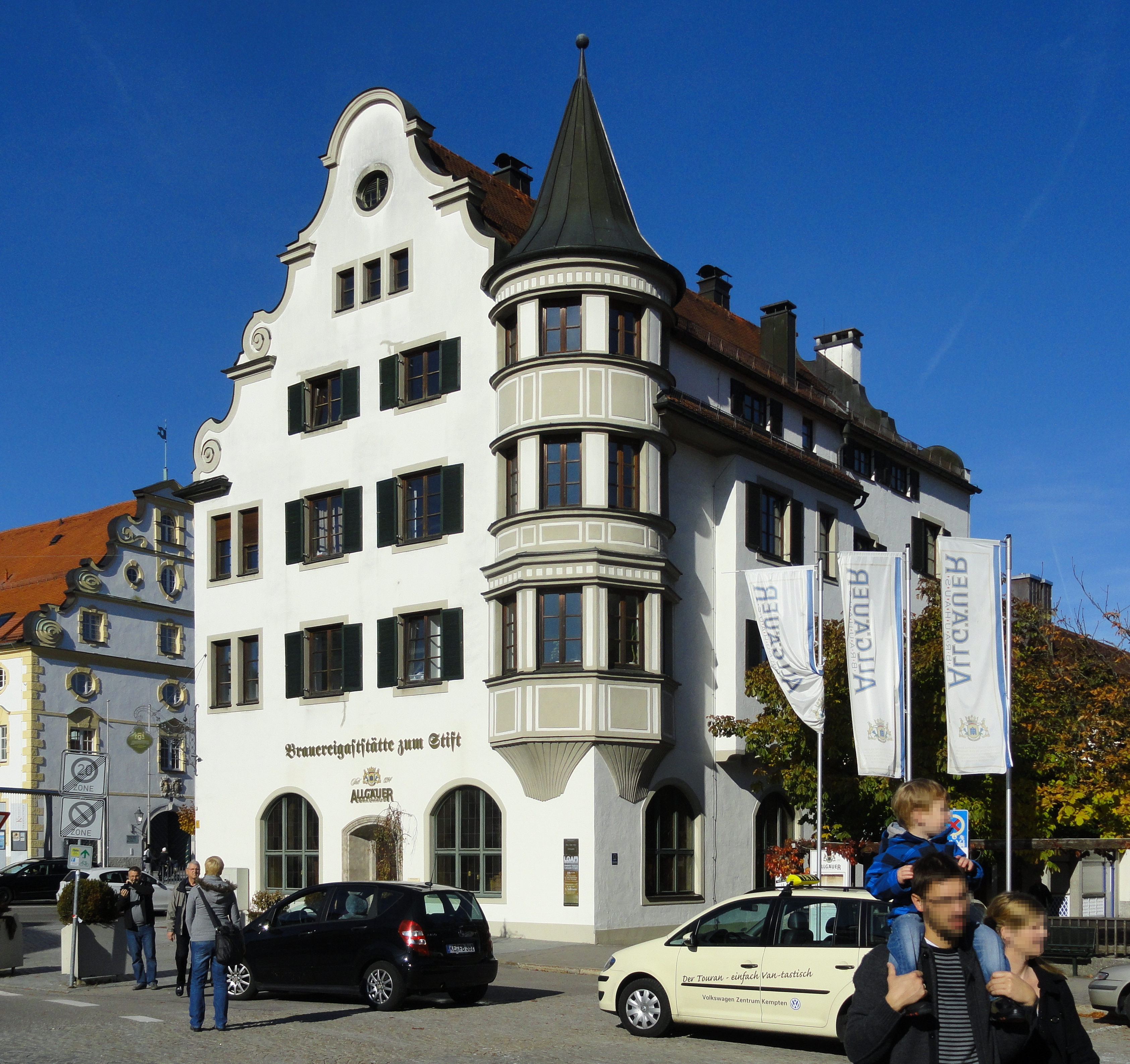
Die Brauereigaststätte „Zum Stift“ in Kempten

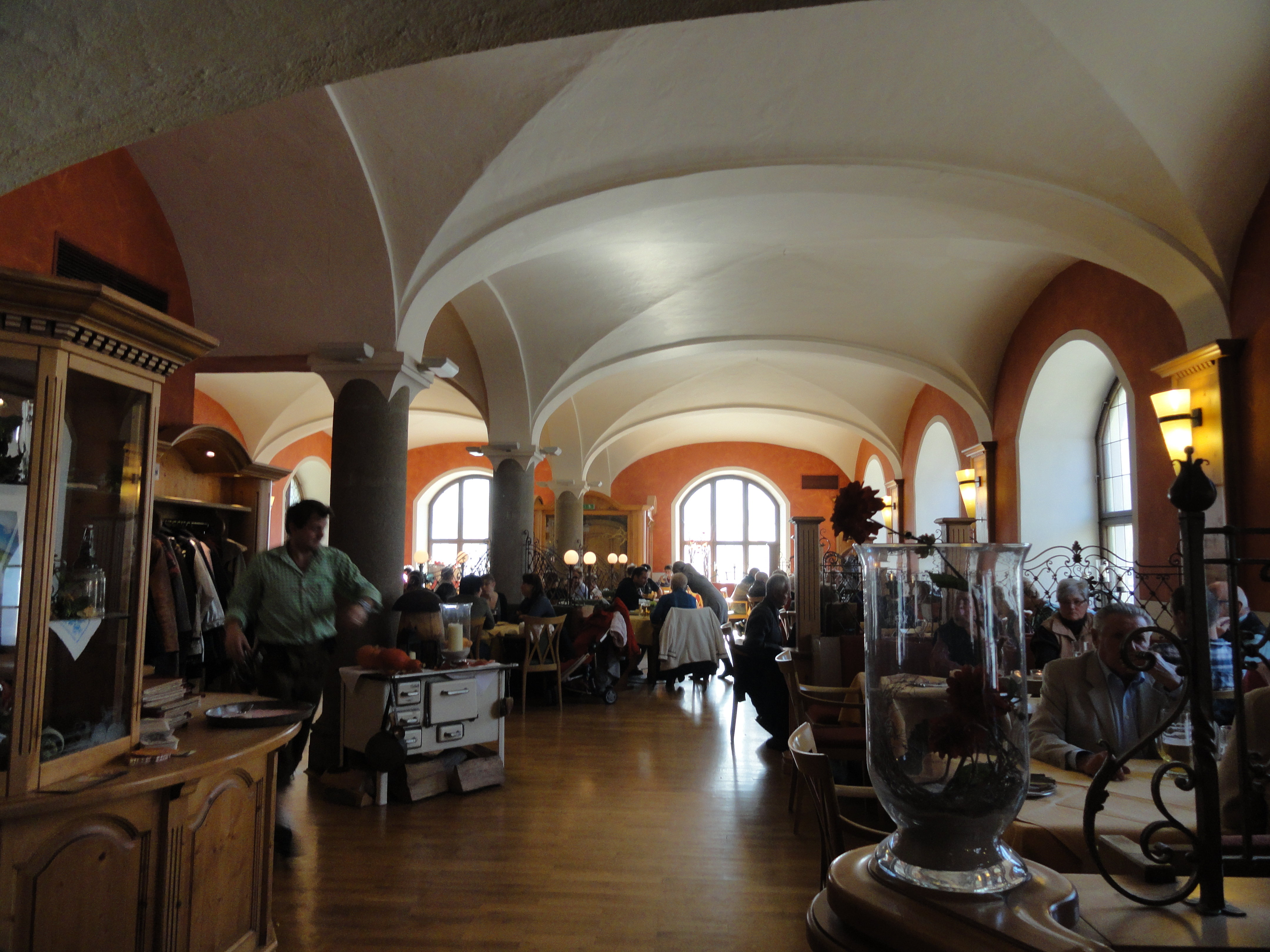
Innenraum der Gaststätte

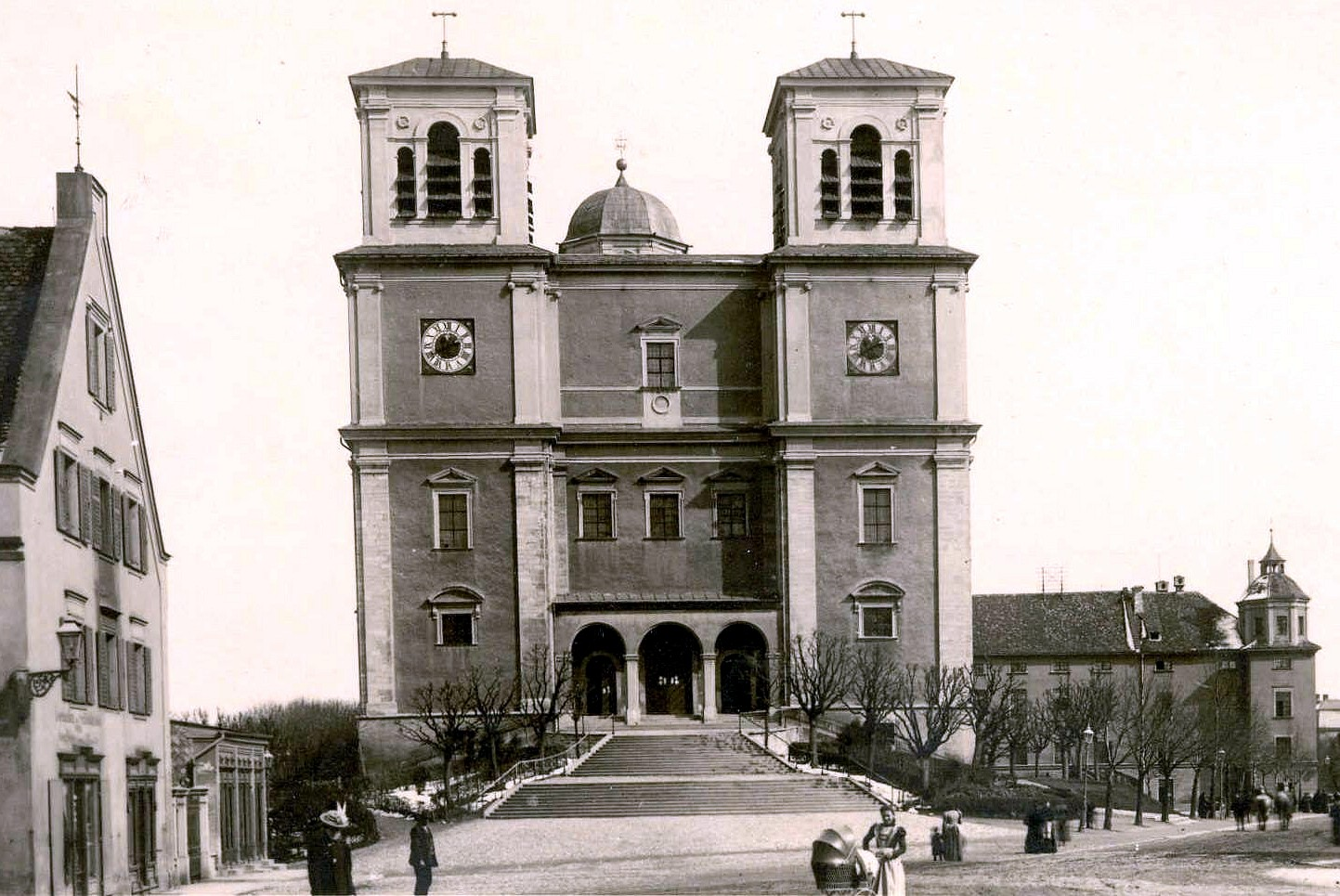
Vorgängerbauwerk (links im Bild, 1900)

Die Brauereigaststätte Zum Stift ist ein markantes Wirtshaus in Kempten (Allgäu). Das Aussehen des 1906 errichteten neubarocken Baudenkmals wurde von Andor Ákos beeinflusst. Auffällige Details des dreigeschossigen Hauses sind der Erkerturm und der Schweifgiebel. Zur Gaststätte gehört neben dem dreigeschossigen Hauptbau auch das angebaute, deutlich niedrigere Alte Brauhaus dahinter.

## Lage
Die Gaststätte befindet sich im Zentrum der barocken Stiftsstadt zwischen der St.-Lorenz-Kirche und dem Kornhaus auf dem Stiftsplatz. Die Hausanschrift lautet Stiftsplatz 1.

## Geschichte und Architektur
Am Standort des Gebäudes der Brauereigaststätte befand sich im frühen Mittelalter die 1394 urkundlich erwähnte Stiftsbrauerei, die von einem Braumeister, einem Brauverwalter und sechs Brauknechten geführt wurde. Die Leitung oblag einem geistlichen Kapitular. Das Wirtshaus hinterm Berg naechst beim Stüft wurde im Jahre 1556 erstmals urkundlich erwähnt. Die zentrale Lage vor dem Stift mit Kirche machte das Gasthaus zu einem Treffpunkt für Pilger und Besucher der fürstäbtlichen Ämter. Zum Kathreinemarkt und den Viehmärkten ab 1714 konnten Bauern aus dem Umland als Gäste gewonnen werden, die im Stadel der Brauerei ihre Kutschen abstellten. Für das Jahr 1779 wurden 76.776 Maß Bier als Entlohnung der Angestellten und für Lieferungen an der Hof festgehalten. Seit Anfang des 19. Jahrhunderts fand eine Bewirtung über dem mit Kastanien bepflanzten Lagerkeller in dem größten und beliebtesten Biergarten Kemptens statt. An 1918 wurde hier für einige Jahre eine Hockersteuer erhoben, je länger jemand sitzen blieb, desto teurer wurde es.
Im Jahr 1937 erhielt Ákos den Auftrag, die Stiftshallen (das frühere älteste Brauereihaus) im Umfeld der prägenden Gebäude St.-Lorenz-Kirche und Kornhaus umzugestalten, aber diese nicht zu übertrumpfen. Die Stiftshallen sollten aber auch nicht zu dezent ausfallen. Der Architekt entschied sich für wuchtige abgerundete Fenster sowie für jeweils ein Portal für Anfang und Beginn des langgestreckten Baus.
Im Inneren musste Ákos aus zwei unterschiedlich hoch liegenden und getrennten Zwecken dienenden Räumen einen großen Saal schaffen. Anstelle des früheren Treppenhauses wurden die Gewölbe durch drei wuchtige Holzbinder unterbrochen. Um ein einheitliches Bild zu schaffen, wurde Lärchenholz, Putz und Eisen verwendet. Höhepunkte sind die in Keramik ausgeführten Figurenreliefs des Bildhauers Eugen Mayer-Faßold mit Themen aus der Geschichte Kemptens.
Unter den Stiftshallen befindet sich das Kellergewölbe der alten Stiftsbrauerei. In einen Teil davon baute Ákos Kegelbahnen ein. Franz Weiß malte Fresken in den Zugängen. Nach dem Zweiten Weltkrieg beschlagnahmte die amerikanische Besatzungsmacht 1945 das Haus und richtete dort einen Treffpunkt für die amerikanischen Soldaten ein.
Nach den Plänen von Otto Heydecker folgte der Umbau der oberen Halle im Jahr 1955. Dazu gehörte auch der Umbau der Schwemme und der Küche. Die Fassade und das Dach wurden im gleichen Jahr renoviert.

## Verwendung
Als Wirtshaus hat sich die Einrichtung zu einem bedeutenden Treffpunkt für Parteien und Vereine entwickelt. Parteien veranstalten dort ihren Politischen Aschermittwoch. Die Studentenverbindung Algovia trifft sich regelmäßig in den Gasträumen. Die Schlaraffia Cambodunum hatte dort ihren Sitz. Andor Ákos, der Mitglied der Schlaraffia war, wohnte und arbeitete zeitweise im ersten Obergeschoss des Hauses.